# Амини, Махса
Махса Жина Амини (перс. مهسا امینی‎; курд. ژینا ئەمینی; 21 сентября 1999 — 16 сентября 2022) — иранская девушка курдского происхождения, чей арест в Тегеране за противодействие обязательному ношению хиджаба и последующая смерть под стражей в полиции вызвали волну протестов по всему Ирану. Люди и правительства во всем мире широко отреагировали на её кончину. Её смерть вызвала широкий протест в иранском обществе, что привело к крупным протестам в различных городах Ирана и акциям солидарности по всему миру. Смерть Амини положила начало глобальному движению «Женщина, жизнь, свобода». Она и это движение были выбраны Европейским парламентом лауреатами премии Сахарова в 2023 году за защиту свободы и прав человека.

## Биография

### Ранние годы
Махса Жина Амини родилась 21 сентября 1999 года в курдской семье в Саккезе, Курдистан, на северо-западе Ирана. Хотя Махса Амини было её официальным именем (поскольку в Иране могут быть зарегистрированы только персидские и арабские имена), её курдское имя было Жина, и этим именем её называли в семье. На персидском языке «Махса» означает «похожий на луну», а на курдском языке Жина означает «жизнь» или «человек, дающий жизнь». Правительственные власти изменили имя в её свидетельстве о рождении на Махса, чтобы наличие курдского имени в официальных документах не создавало никаких проблем. С течением времени курдские имена стали широко распространёнными, и «Жина» и «Махса» остались.
Махса Амини училась в средней школе Хиджаба, а в 2015 году окончила среднюю школу Талегани. В 2022 году она поступила в университет и мечтала стать врачом. Перед поступлением в университет поехала в Тегеран со своими родителями и 17-летним братом Ашканом, чтобы навестить родственников.

### Семья

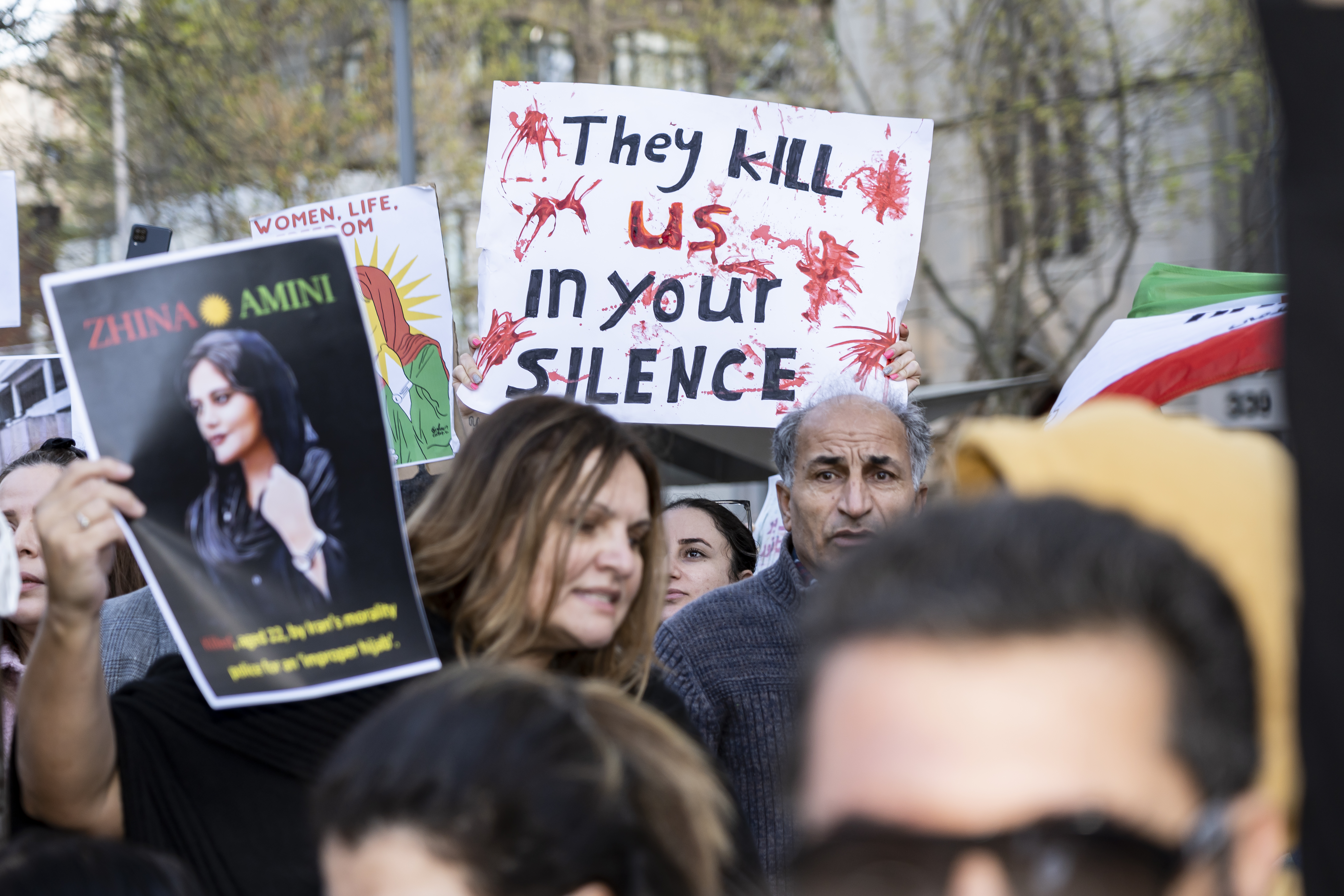
Демонстрация солидарности с иранскими протестами в Мельбурне

Мать Махсы Амини была активным членом Ассоциации родителей и учителей в течение трёх лет в начальной школе Шахрак, средней школе Хиджаба и средней школе Талегани. У Махсы Амини был младший брат Киараш (Ашкан). Её отец, Амджад Амини, является служащим государственной организации, а мать, Моджган Амини, — домохозяйка. У неё было несколько двоюродных братьев и сестер, некоторые из которых жили в разных странах. Одним из них был Эрфан Мортезаи, левый политический активист, принадлежащий к партии Комала, и боец Пешмерга, живущий в изгнании в Иракском Курдистане, который был первым членом семьи Махсы Амини, давший интервью в средства массовой информации после её смерти. Несмотря на свои политические взгляды, он опроверг утверждения иранского правительства о том, что сама Махса Амини участвовала в какой-либо политике. Вместо этого Махса Амини описывалась как «застенчивая, сдержанная жительница» своего родного города, которая избегала политики, причем сообщалось, что Махса Амини никогда не проявляла политической активности в подростковом возрасте и не была активисткой. Другой двоюродный брат, Дьяко Мохаммади, который живёт в Норвегии, рассказал местным СМИ о Махсе Амини. Семья Махсы Амини описала её как не имевшую ранее никаких заболеваний и как «здоровую» 22-летнюю девушку, в отличие от заявлений иранского правительства о том, что у неё были предшествующие заболевания . Её дядя Сафа был арестован за несколько дней до годовщины её смерти.

### Перспективы и становление личности
По словам тех, кто её близко знал, Махса Амини была тихой, сдержанной и обращалась с окружающими со своеобразной вежливостью старой школы. Она избегала политики и активизма и не следила за новостями. Друзей у неё было немного, и она в основном общалась с родственниками. Мохаммади работала учителем литературы в школе Хиджаба, где Жина получила среднее образование. Мохаммади однажды сказал матери Жины: «Мойган, позаботься об этом ребёнке, она невероятно благородная». Учителя описывали её как тихую девочку, советуя ей быть немного более игривой. Её брат Ашкан был более озорным, а она мягче. Несмотря на небольшую разницу в возрасте, они редко расстраивались до злости. Она хотела стать врачом: однажды, будучи ребёнком, она с отцом искала на рынке белое пальто, и, когда они не смогли найти нужную вещь такого маленького размера, девочка купила матери белую ткань, чтоб та сшила пальто из неё. Ещё она приобрела игрушечный стетоскоп. Махса Амини расставляла своих кукол в комнате, осматривая и назначая им лечение. Можган, её мать, стучала в дверь комнаты и спрашивала: «Можно ли мне записаться на приём, доктор?» или «Могу ли я быть твоей пациенткой, дорогая?». В школе её ценили одноклассники, а учителя восхищались ею как образцовой ученицей.

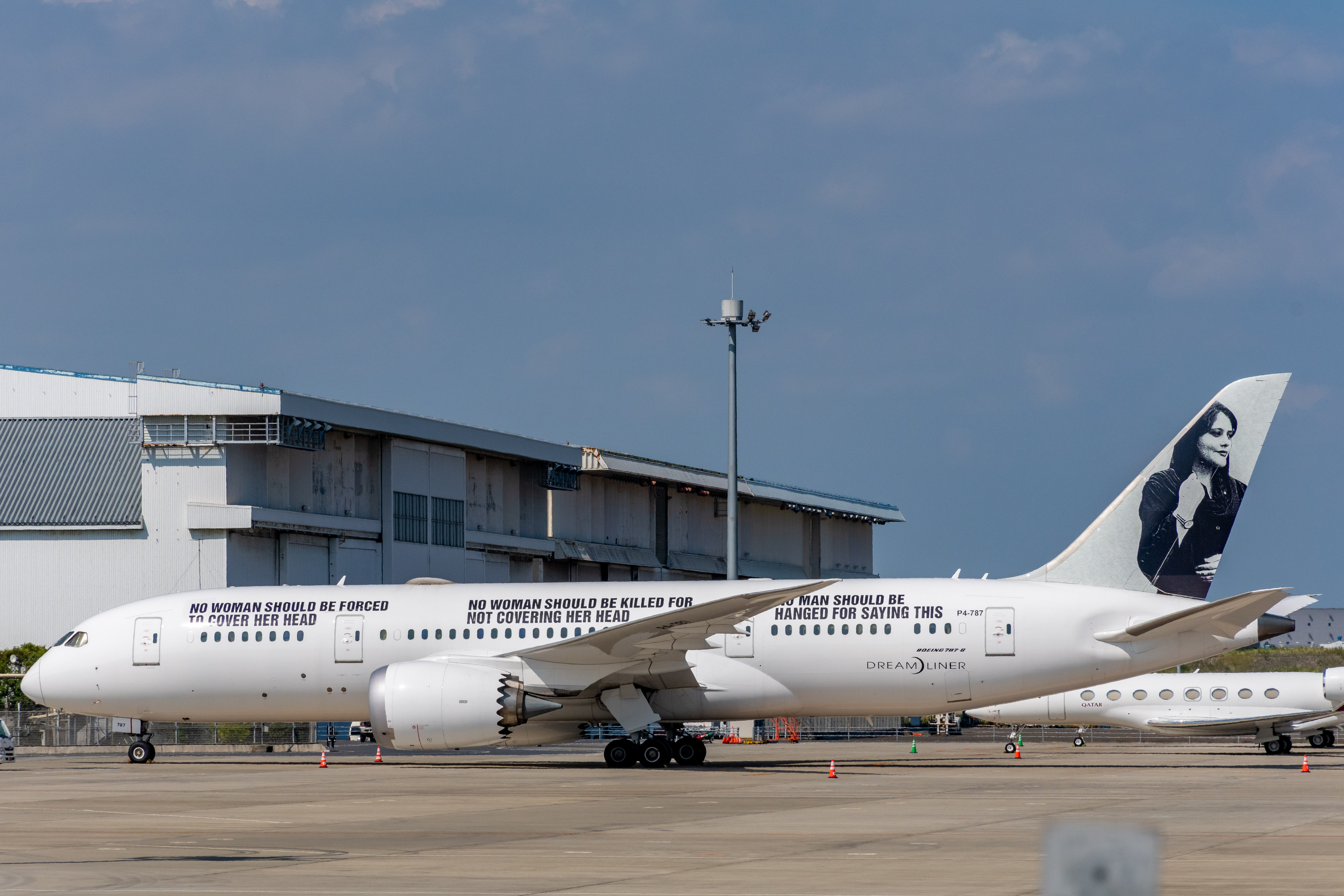
Портрет и лозунг в честь Махсы Амини, сделанные на частном самолёте футбольной команды Барселоны

Её академическая успеваемость неизменно была превосходной, и Махса Амини излучала спокойствие и безмятежность. На спортивных занятиях она была энергичной: прыгала и играла в волейбол. По выходным Махса Амини и её семья иногда гуляли в парке Коусар или парке Шахр в её городе Саккез или возвращались в регион Сейе Ава. Там она могла позволить своим волосам развеваться на ветру. Там её любимым партнёром по волейболу был Сафа Аэли, её дядя. Как с любовью говорил её дедушка: «Не называй мою девочку Жиной, зови её Шейн», что по-курдски означает «ветерок». Махса Амини любила домашних животных и всегда говорила Сафе: «Мне нравятся собаки и кошки!» Она была спортсменкой. Помимо волейбола, она также глубоко любила плавание и имела сертификат тренера по плаванию. Махса Амини два года терпеливо готовилась к вступительным экзаменам в колледж и временно отказалась от своих амбиций стать врачом. Она поехала в Урмию изучать микробиологию и всегда говорила: «Однажды я обязательно стану врачом». Как и многие её сверстницы, Махса Амини также стремилась стать актрисой. Некоторое время она посещала уроки актёрского мастерства и театра. Позже Махса Амини прошла прослушивание на несколько ролей в кино. Её любимая косметика включала красную помаду и лак для ногтей. В отличие от некоторых семей в этом районе, её родители не создавали препятствий желаниям своих детей. Они принадлежали к умеренно религиозной семье среднего класса, которая лелеяла своих детей. Её мать однажды сказала: «Клянусь Богом, мой ребёнок сказал, что хочет служить человечеству».

### Противостояние требованию носить хиджаб
Как видно из фотографий Махсы Амини и видео в социальных сетях, только обязательные правила заставляли её носить хиджаб, и делала она это без особого энтузиазма. Она не носила хиджаб на различных мероприятиях, таких как свадьбы, и носила традиционную курдскую одежду без хиджаба. Махса Амини также частично носила хиджаб во время туристических поездок. Эта проблема заставила сотрудников службы моральной безопасности арестовать её и избить. Это также побудило людей, особенно женщин и девочек, присоединиться к её взглядам и снять хиджаб.

### Смерть

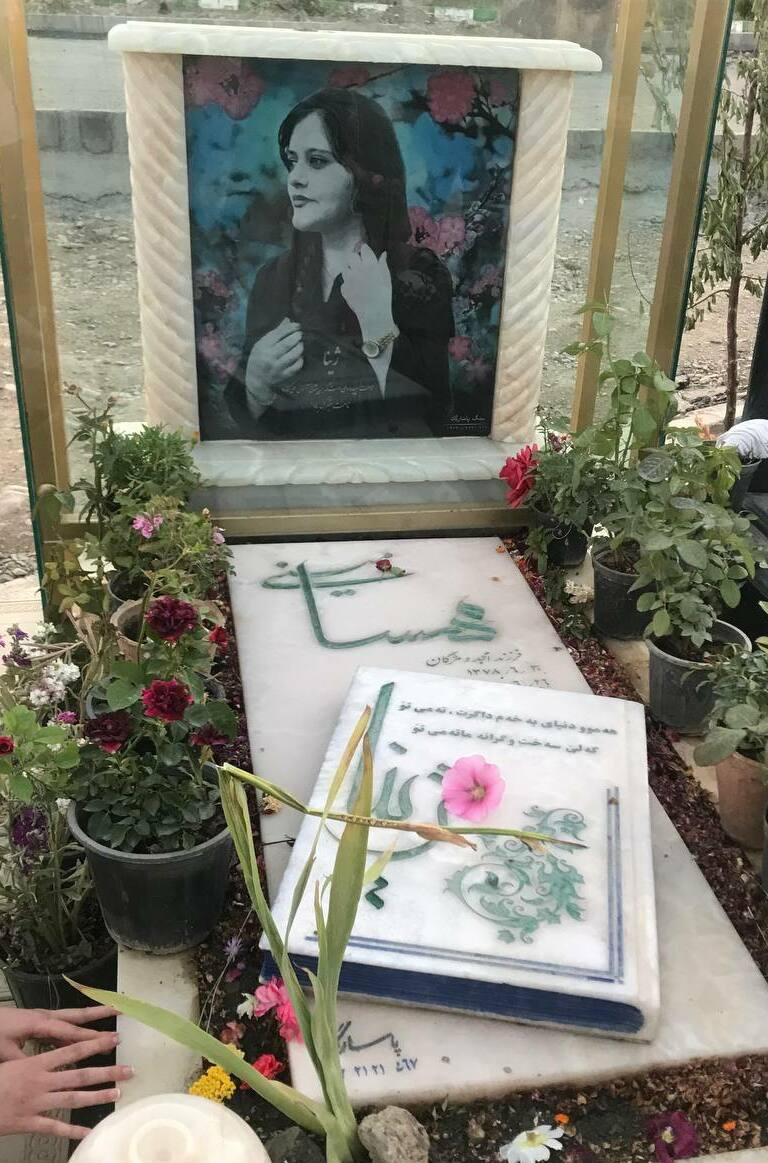
Могила Махсы Амини на кладбище Айчи в Секкезе

Махса Амини была арестована сотрудниками патрульной службы около 18:00 13 сентября возле станции метро «Хаккани» на шоссе Хаккани в Тегеране, когда она была со своим братом. После того как он выразил протест, ему сказали, что её перевели в следственный изолятор для прохождения «инструктажа» и освободят через час. Очевидцы сообщили, что её избивали в автомобиле ДПС и СИЗО. Дядя Амини рассказал, что во время её задержания произошла драка и что власти избили её брата.
Через два часа после ареста и перевода Махсы Амини в полицию нравов Тегерана её поместили в отделение интенсивной терапии больницы Касра. Пока брат ждал её перед зданием СИЗО, он увидел, как из здания выезжает машина скорой помощи. Он спросил у одного из солдат, почему машина скорой помощи покинула здание, и ему ответили, что «один из солдат получил ранение». Показав фотографию сестры другим освобожденным из СИЗО девушкам, он обнаружил, что скорая везёт его сестру.
Амини скончалась через три дня, 16 сентября, в больнице Касра. «До ареста она была совершенно здорова», — сказала мать Амини незадолго до смерти дочери.
Несколько задержанных, находившихся в одной патрульной машине с Амини, в интервью подтвердили факт физического насилия и жестоких избиений со стороны полиции в отношении Амини, в результате чего ей был сломан череп, а также заявили, что полиция опоздала с доставкой Амини в больницу. Двоюродный брат Амини сопровождал её во время походов в магазины и парки и рассказал, что у арестовавших Амини полицейских была с собой камера.
Утром 17 сентября тело Амини было перевезено в Саккез и похоронено на кладбище Айти при большом количестве собравшихся, а также со многими силами безопасности. В день похорон полиция перекрыла дороги, ведущие в город Саккез, чтобы не допустить присутствия большего числа людей. Протестующие на её похоронах скандировали такие лозунги, как «Смерть диктатору».

#### Протесты в Иране
Смерть Махсы Амини привела к серии протестов, названных CNN более массовыми, чем протесты в 2009, 2017 и 2019 годах, а The New York Times назвал их крупнейшими иранскими протестами по крайней мере с 2009 года. Некоторые демонстрантки сняли хиджаб или публично остригли волосы в знак протеста. Иранская организация по правам человека сообщила, что к декабрю 2022 года по меньшей мере 476 человек были убиты силами безопасности во время нападений на акциях протеста по всей стране. Amnesty International сообщила, что иранские силы безопасности в некоторых случаях стреляли по толпам протестующих боевыми патронами, а в других случаях убивали протестующих, избивая их дубинками.

#### Движение «Женщина, жизнь, свобода»

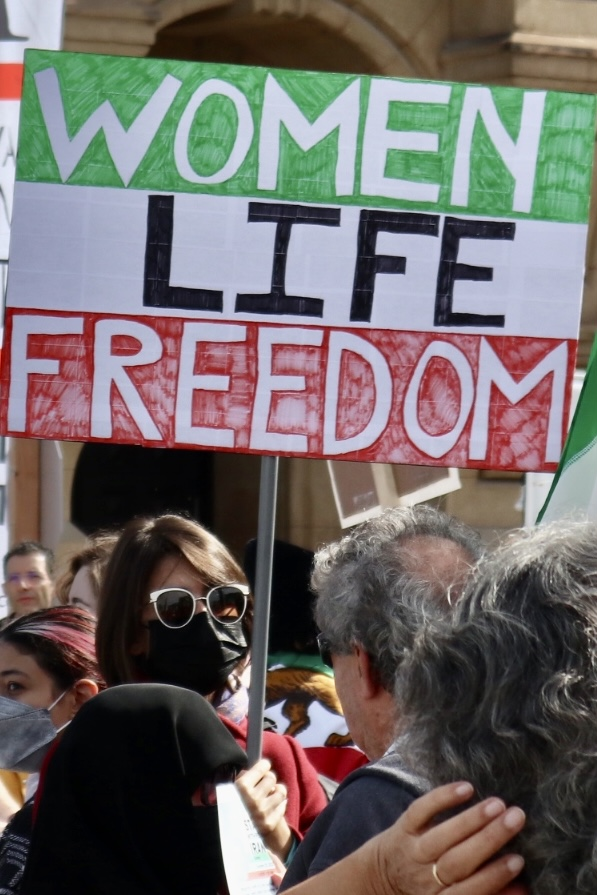
«Женщина, жизнь, свобода»; главный лозунг протестующих

Движение «Женщина, жизнь, свобода» возникло как ответ на смерть Махсы Амини.
Протестующие, а также знаменитости Марион Котийяр, Ханде Йенер, Жюльет Бинош и политики Абир Аль-Сахлани и Хаджа Лахбиб постриглись. Женщины по всему Ирану снимали и сжигали головные платки в знак протеста против обязательного хиджаба.

### Память
В Твиттере хэштеги «#مهسا_امینی» и «#MahsaAmini» после её смерти были использованы более 200 миллионов раз.
В Лондоне, Оттаве, Париже и Вене в её честь названы площади, улицы и парки.

#### Годовщина
15 и 16 сентября 2023 года силы безопасности были размещены в Тегеране и других городах, таких как Саккез, где родилась Махса Амини, поскольку Иран отмечает год со дня её смерти. Отец Амини был задержан, когда выходил из семейного дома в городе Саккез на западе страны, а затем освобождён после того, как его предупредили не проводить поминальную службу. В сообщениях также указывается на усиление присутствия сил безопасности в других городах, чтобы предотвратить любые беспорядки. Иранцы за границей устроили демонстрацию в Брюсселе в пятницу, и ожидалось, что другие демонстрации пройдут и в других странах Европы, помимо Канады и США. США, наряду с Европейским Союзом и Великобританией, отдельно объявили о новых санкциях в отношении ряда иранских чиновников и организаций накануне годовщины смерти Амини.

#### Закон MAHSA
Основная статья: Закон MAHSA
В Соединённых Штатах Закон Махсы Амини о правах человека и ответственности за безопасность (Закон MAHSA) — это законопроект, который впервые был представлен на рассмотрение 117-го Конгресса после протестов движения «Женщина, жизнь, свобода». Его намерение состоит в том, чтобы ввести санкции против лидеров Исламской Республики Иран. Законопроект был повторно внесён в качестве H.R. 589 в Палату представителей и как S.2626 в Сенат на 118-м Конгрессе.

#### Заявления
Президент США Джо Байден и госсекретарь Энтони Блинкен заявили в двух отдельных посланиях по случаю годовщины смерти Мехсы Амини, что они будут продолжать поддерживать народ Ирана. Линда Томас-Гринфилд выступила с заявлением по случаю годовщины смерти Мехсы Амини, в котором говорилось: 

Жизнь Мехсы «Жины» Амини трагически оборвалась, но её мужество вдохновило движение, которое продолжит борьбу против беспрецедентной жестокости иранского режима. За несколько месяцев после её смерти десятки тысяч простых иранцев во главе с другими отважными иранскими женщинами собрались вместе, чтобы выразить протест с простым посланием: «Женщины, жизнь, свобода». Сегодня Соединённые Штаты объявили о новых санкциях против 29 иранских физических и юридических лиц, причастных к репрессиям и насилию в отношении протестующих, жестокому обращению с заключенными и цензуре.

#### Премия имени Сахарова

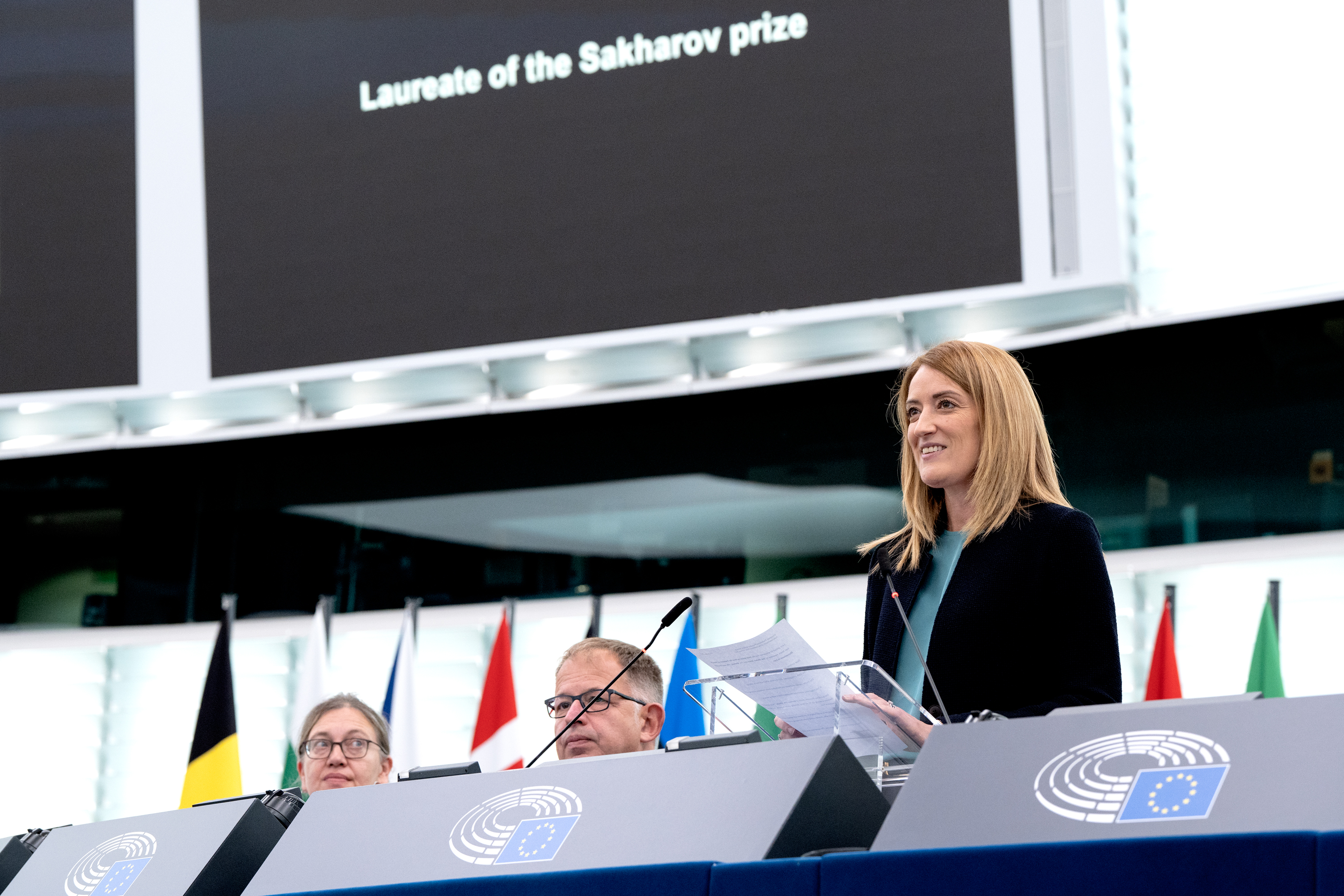
Члены Европарламента присудили премию Сахарова за свободу мысли 2023 года Жине Махсе Амини и движению «Женщина, жизнь, свобода»

Члены Европейского парламента присудили премию имени Сахарова за свободу мысли 2023 года Махсе Амини и движению «Женщина, жизнь, свобода». Президент Роберта Метсола заявила:

16 сентября мы отметили год со дня убийства Жины Махсы Амини в Иране. Европейский парламент с гордостью поддерживает храбрых и дерзких людей, которые продолжают бороться за равенство, достоинство и свободу в Иране. Мы поддерживаем тех, кто, даже находясь в тюрьме, продолжает поддерживать женщин, жизнь и свободу. Выбрав их лауреатами Премии Сахарова за свободу мысли 2023 года, Палата помнит об их борьбе и продолжает чтить всех тех, кто заплатил высшую цену за свободу
Иранские власти не позволили родственникам Махсы Амини выехать из страны, чтобы получить присуждённую ей посмертно премию Европарламента имени Сахарова. 10 декабря, несмотря на наличие действующих виз, им не разрешили сесть на самолёт для вылета из Тегерана в Париж, а их паспорта были конфискованы. Награду от имени семьи примет адвокат, который уже находится во Франции. 22 декабря диплом премии имени Андрея Сахарова, которую присудили посмертно Махсе Амини, отняли у адвоката семьи Амини Салеха Никбахта в аэропорту Тегерана, куда он прилетел из Франции, чтобы передать диплом родственникам.